# 비엔베니도스
《비엔베니도스》(한국어: 환영; 스페인어 Bienvenidos) 은 칠레의 카날 13에서 제작·방영하는 오전 시간대의 텔레비전 교양·예능 토크쇼 프로그램이다.

## 앵커
- 마틴 카카모 (2011 ~ 현재)
- 톤카 토미식 (2011 ~ 현재)